# Grewia serrulata
Grewia serrulata är en malvaväxtart som beskrevs av Dc.. Grewia serrulata ingår i släktet Grewia och familjen malvaväxter. Inga underarter finns listade i Catalogue of Life.

## Bildgalleri

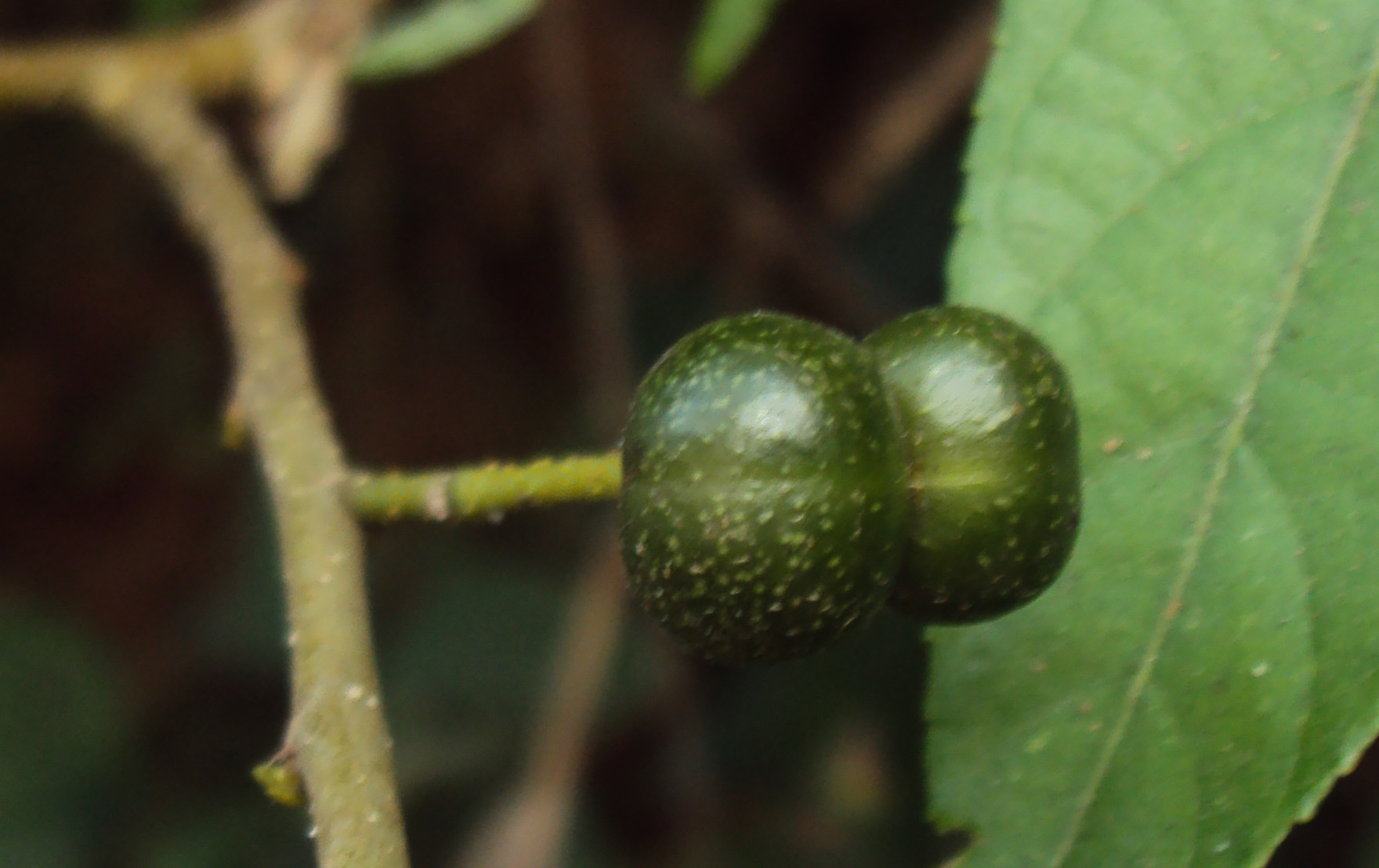
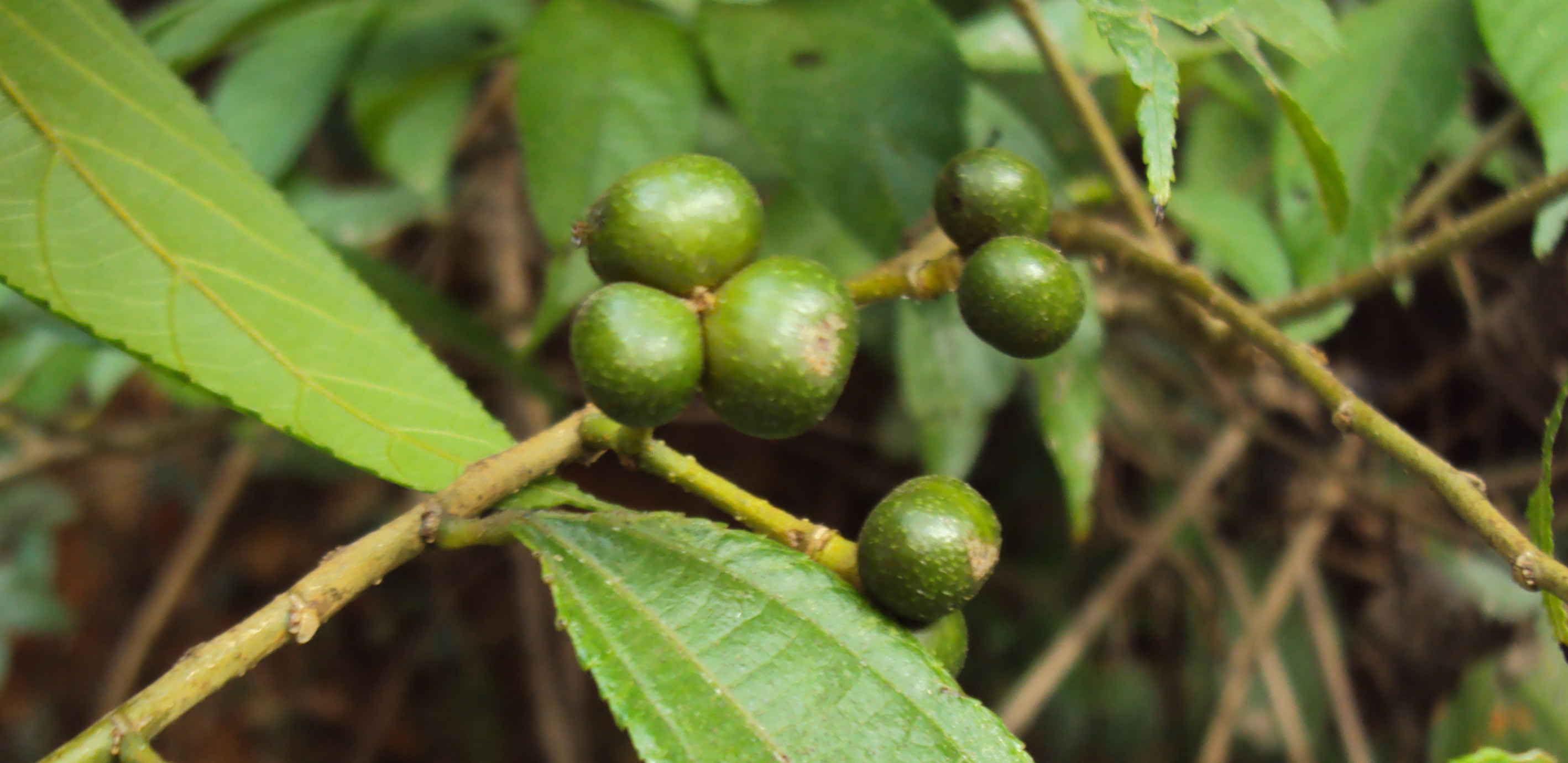
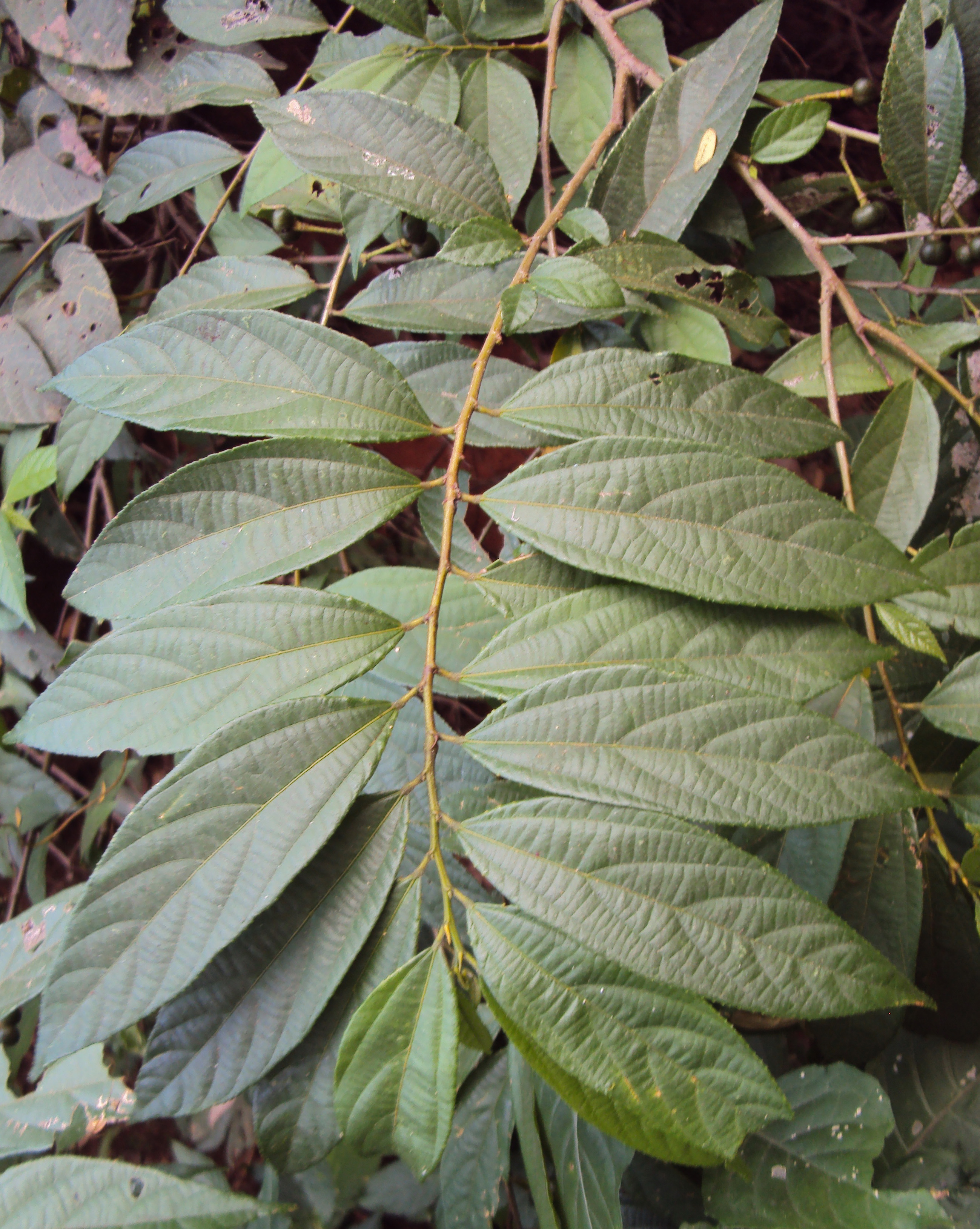
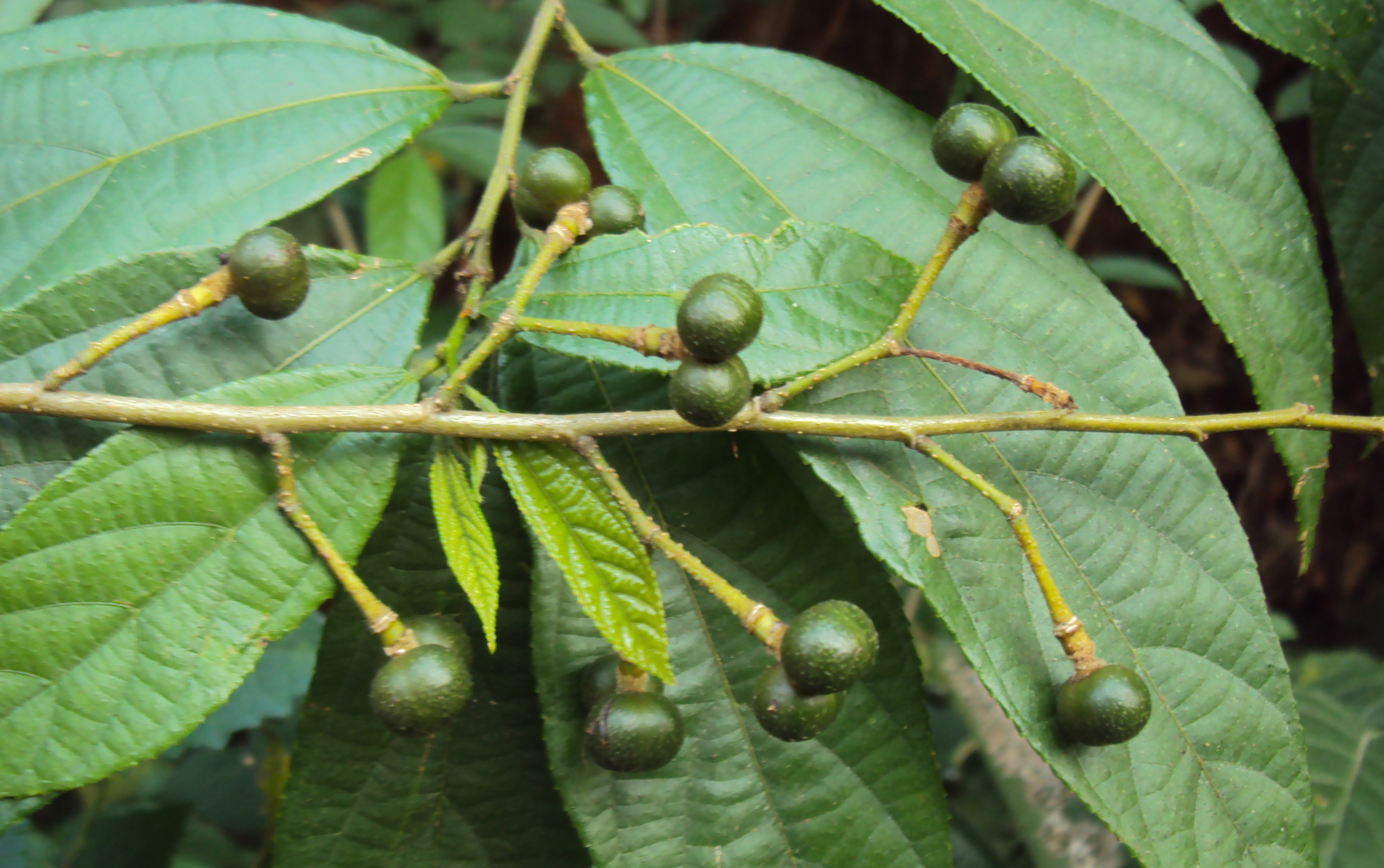
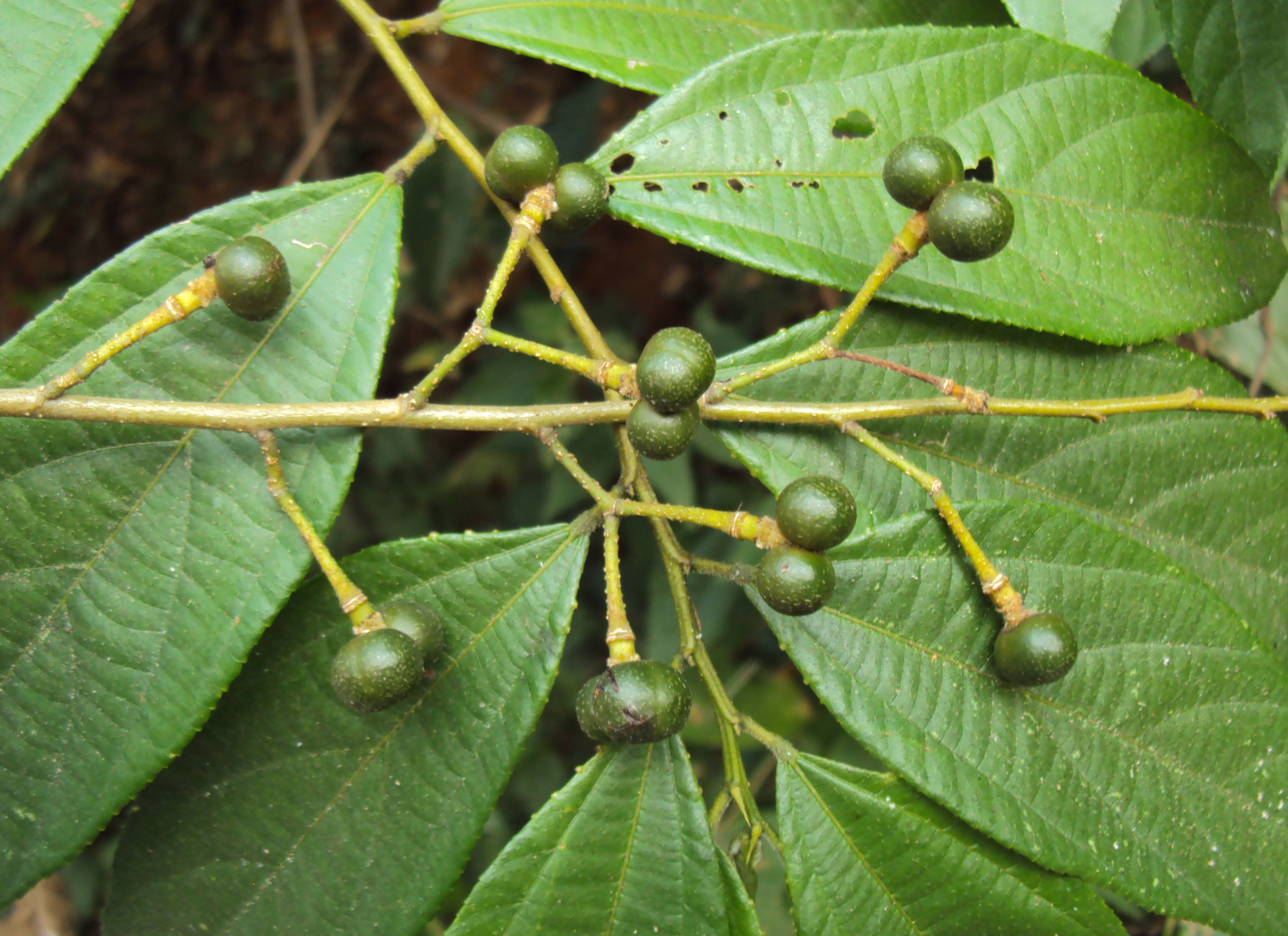
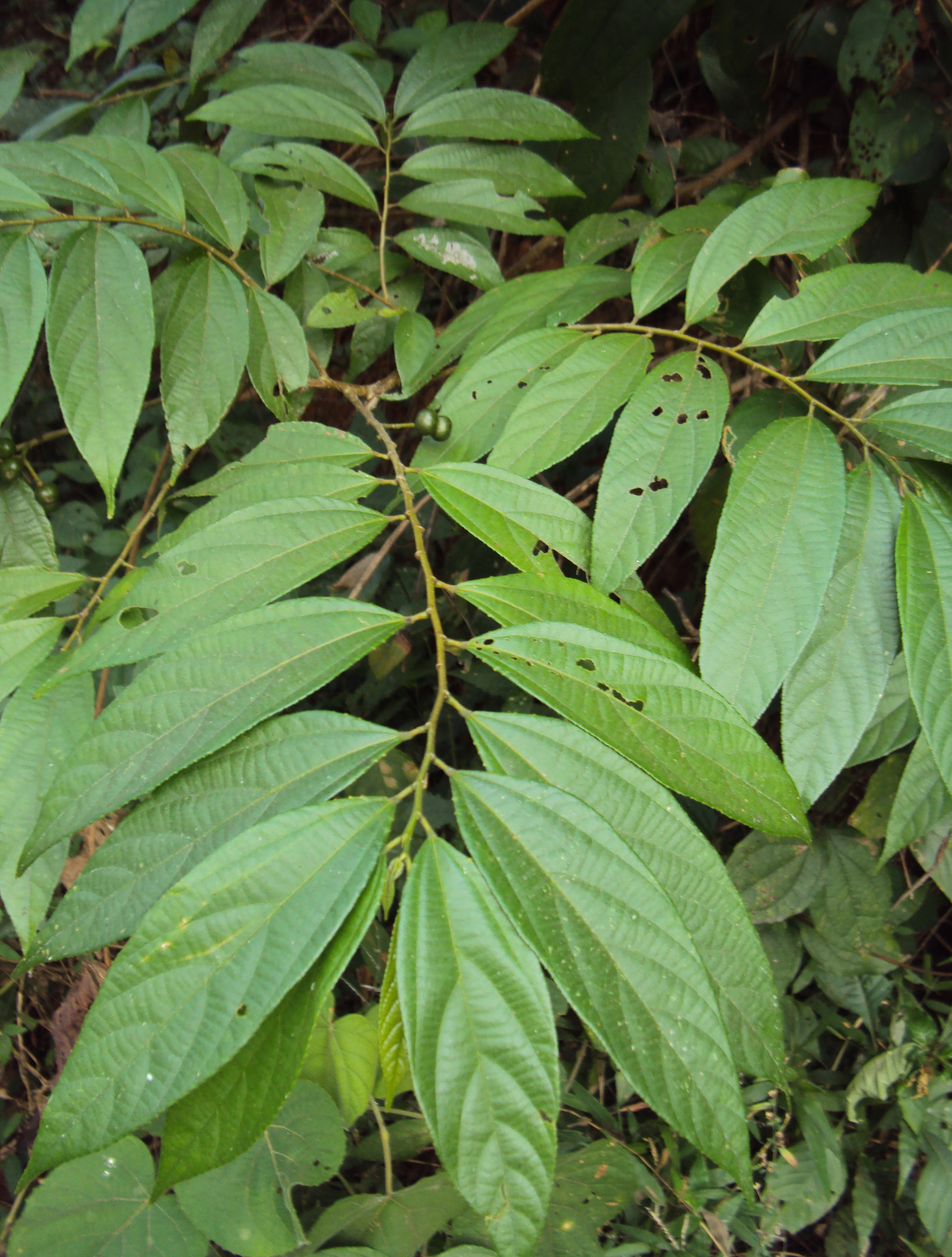